# Nadia Murad

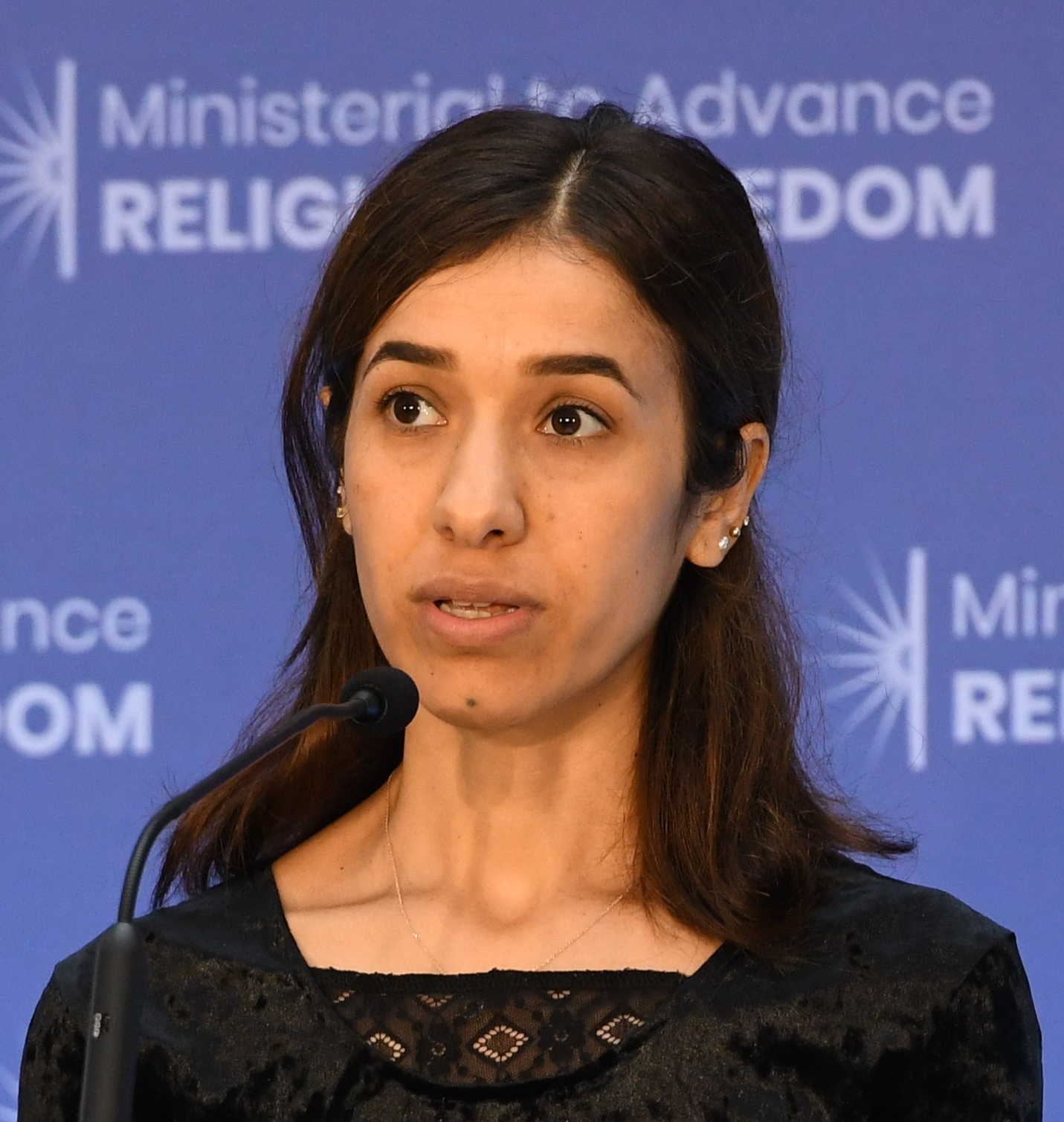
Nadia Murad (2018)

Nadia Murad Basee Taha (arabisch نادية مراد باسي طه; * 10. März 1993 in Kocho, Sindschar, Irak) ist eine Überlebende des vom IS verübten Genozids an den Jesiden 2014, irakische (jesidische) Menschenrechtsaktivistin und seit September 2016 die erste Sonderbotschafterin für die Würde der Überlebenden von Menschenhandel der Vereinten Nationen (UNODC). Am 10. Dezember 2018 erhielt sie in Oslo gemeinsam mit Denis Mukwege den Friedensnobelpreis. Sie ist die einzige Irakerin und Jesidin, die einen Friedensnobelpreis erhalten hat.

## Geschichte
Bei einem Überfall auf ihr Heimatdorf Kocho (in Sindschar, Irak) durch Mitglieder der terroristisch agierenden islamisch-fundamentalistischen Miliz Islamischer Staat (IS) am 3. August 2014 verlor die Jesidin Nadia Murad ihre Mutter und sechs Brüder; insgesamt starben 18 ihrer Familienmitglieder durch den IS. Sie selbst wurde aus dem Dorf entführt und geriet in Gefangenschaft. Während dieser Zeit wurde sie mehrfach versklavt, vergewaltigt und gefoltert. Murad gelang von Mossul aus die Flucht mit Hilfe einer muslimischen Familie in ein Flüchtlingslager im kurdischen Grenzgebiet nahe Dohuk.
Im März 2015 erfuhr sie im Flüchtlingslager vom Sonderkontingent für besonders schutzbedürftige Frauen und Kinder aus dem Nordirak, einem Landessonderkontingent des Landes Baden-Württemberg, das 1.000 traumatisierten Frauen und Kindern aus dem Nordirak die Chance auf psychotherapeutische Betreuung und einen neuen Anfang in Deutschland gab. Murad bewarb sich gemeinsam mit ihrer Schwester erfolgreich um Aufnahme in das Programm. Sie lebt seitdem anonym in Baden-Württemberg; zunächst zwei Jahre in einer Gemeinschaftsunterkunft in Heilbronn, wo sie zwei Monate lang eine Vorbereitungsklasse der Johann-Jakob-Widmann-Schule besuchte, und seit Anfang 2017 im Großraum Stuttgart, wo sie zeitweise ein Büro unterhält.

## Wirken

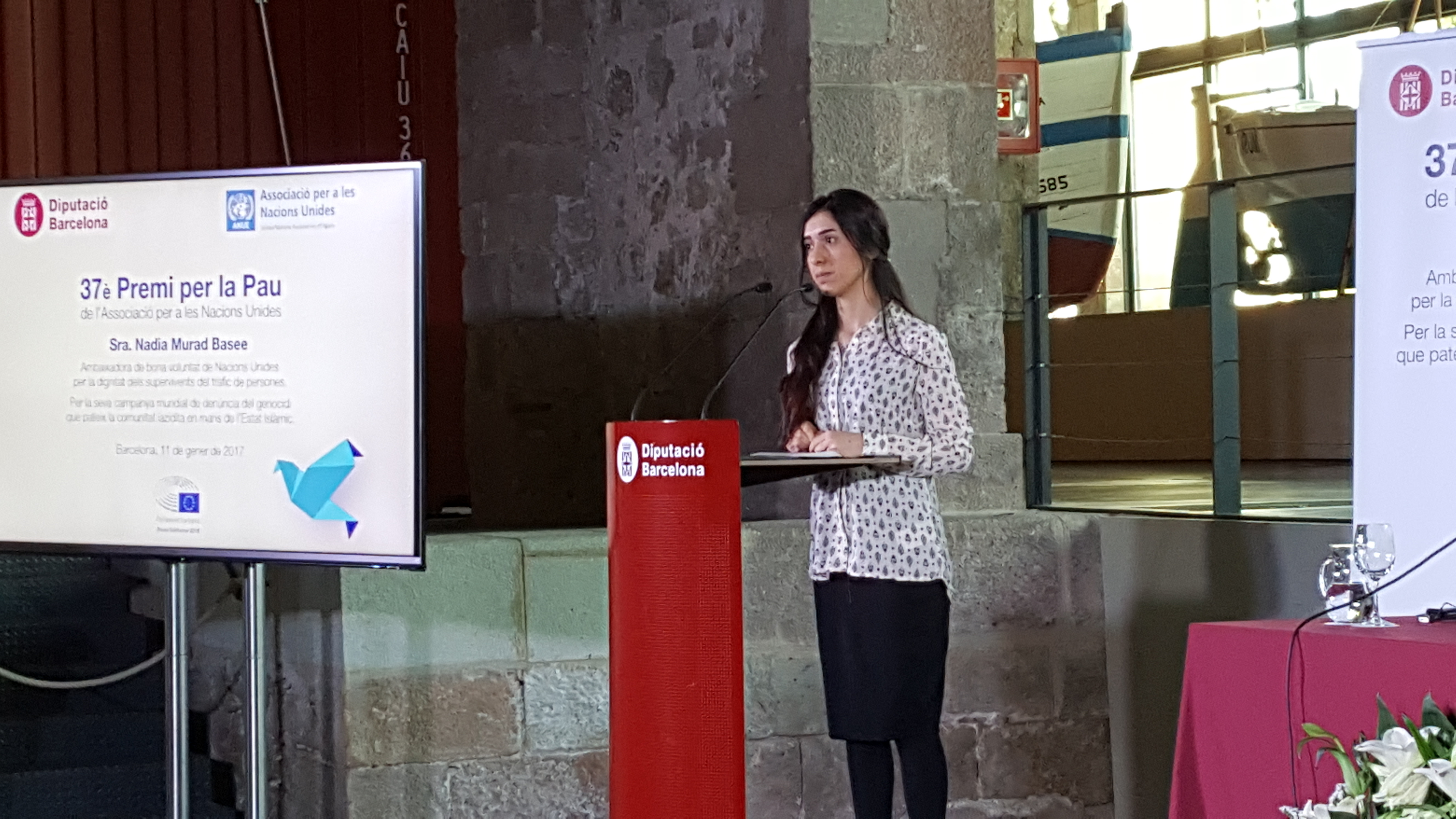
Nadia Murad empfängt den „Preis für den Frieden“ in Barcelona.

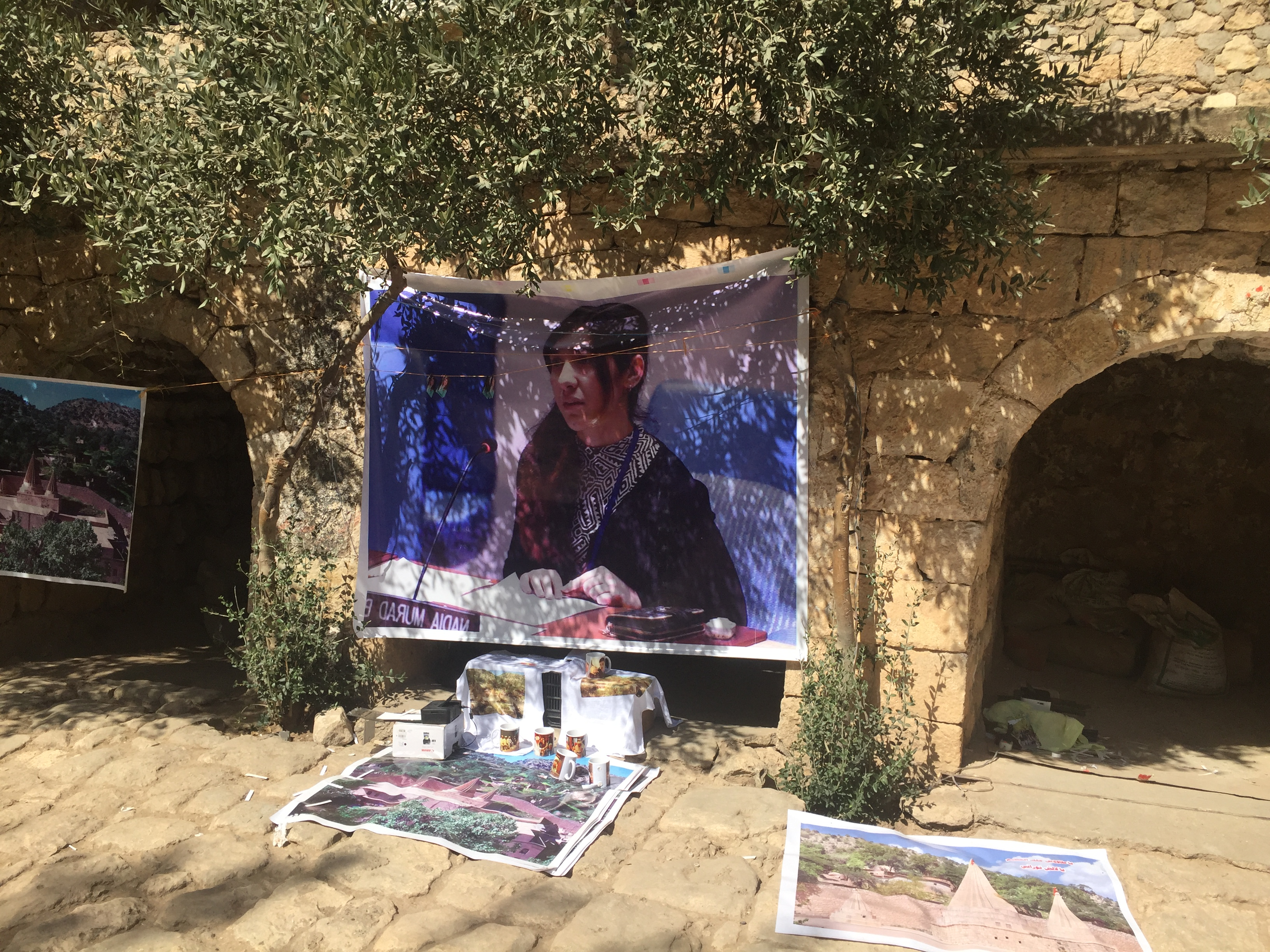
Ein Plakat der Aussage von Nadia Murad vor dem UN-Sicherheitsrat am jesidischen Heiligtum in Lalisch, Irakisch-Kurdistan

Bereits früh sprach sie öffentlich über das Erlebte und über das Schicksal ihres Volkes, darunter im Dezember 2015 auch vor dem Sicherheitsrat der Vereinten Nationen. Am 16. September 2016 wurde sie dafür in New York von UN-Generalsekretär Ban Ki-Moon als „kämpferische und rastlose Verfechterin des jesidischen Volkes“ ausgezeichnet und zur Sonderbotschafterin für die Würde der Überlebenden von Menschenhandel des Büros der Vereinten Nationen für Drogen- und Verbrechensbekämpfung (UNODC) ernannt. „Die Jesidin hat in Händen der Terrormiliz unsäglichen Missbrauch und Menschenrechtsverletzungen erlitten und großen Mut dabei bewiesen, nun gegen solche Verbrechen anzukämpfen“, begründete Ban die Ernennung.
Murad kämpft seit Ende ihrer Gefangenschaft und ihrer Flucht nach Deutschland für die Anerkennung des Völkermordes an den Jesiden und spricht insbesondere die Situation der Frauen in Gefangenschaft an. Sie mahnt die internationale Gemeinschaft, nicht tatenlos zu bleiben, und setzt sich für eine internationale Strafverfolgung der IS-Verbrechen ein. „Der Islamische Staat will die organisierte Zerstörung des jesidischen Volkes“, sagte sie. Seit September 2016 wird sie dabei von ihrer Anwältin Amal Clooney unterstützt, die die IS-Verbrechen vor den Internationalen Strafgerichtshof bringen möchte. Insgesamt wurden etwa 6500 Jesiden entführt, darunter 3500 Frauen und Mädchen, von denen noch immer 1700 in IS-Gewalt sind. Knapp 1300 Personen gelten als vom IS getötet, 2700 Kinder wurden zu Waisen.
Im August 2024 jährte sich zum zehnten Mal der Beginn des Völkermords. Am 3. Juli wurde in der Stuttgarter Staatsgalerie der Opfer des Völkermords an den Jesiden gedacht. Zusammen mit Ministerpräsident Winfried Kretschmann enthüllte Murad eine Statue, die an das Leid der Jesiden erinnern soll. Die Skulptur stellt eine Mutter und ihre Kinder dar und die sie verbindende Waage weist auf Justitia hin. Inspiriert sei die Statue von einer Jesidin, die das erste Urteil in Deutschland gegen ein IS-Mitglied erstritt. Ein Jahr lang soll die Statue durch Europa reisen.

## Auszeichnungen
Nachdem irakische Politiker ihre Unterstützung bei der Nominierung Nadia Murads zugesichert hatten, reichte der norwegische Politiker Audun Lysbakken nach einem Treffen mit Murad beim fünfköpfigen Nobelpreis-Komitee die Nominierung offiziell ein. „Wir möchten einen Friedenspreis, der die Welt dazu aufrüttelt, gegen sexuelle Gewalt als Waffe im Krieg zu kämpfen“, erklärte Lysbakken gegenüber der Nachrichtenagentur AP. Sie erhielt diese höchste Auszeichnung jedoch 2016 noch nicht.
2016 wurde Nadia Murad von der Parlamentarischen Versammlung des Europarates mit dem mit 60.000 Euro dotierten Václav-Havel-Menschenrechtspreis geehrt. Gemeinsam mit Lamija Adschi Baschar erhielt sie ebenfalls 2016 den mit 50.000 Euro dotierten Sacharow-Preis des EU-Parlaments.
Am 5. Oktober 2018 wurde Murad der Friedensnobelpreis 2018 zugesprochen. Am 10. Dezember 2018 erhielt sie in Oslo gemeinsam mit Denis Mukwege den Friedensnobelpreis.
Bei der Bambi-Verleihung 2019 wurde sie mit dem Preis in der Kategorie „Mut“ geehrt. Laudator war Winfried Kretschmann.

## Bibliografie
- zus. mit Jenna Krajeski: Ich bin eure Stimme: Das Mädchen, das dem Islamischen Staat entkam und gegen Gewalt und Versklavung kämpft. Knaur, München 2017, ISBN 978-3-426-21429-9.
- zus. mit Jenna Krajeski: The Last Girl: My Story of Captivity, and My Fight Against the Islamic State. Virago, London 2017, ISBN 978-0-349-00974-2 (englisch).

## Filmografie
- Nadia Murad – Auf ihren Schultern